# José Manuel Velázquez
José Manuel Velázquez Rodríguez (ur. 8 września 1990 w Ciudad Bolívar) – piłkarz wenezuelski grający na pozycji środkowego obrońcy. Od 2017 roku jest zawodnikiem meksykańskiego klubu CD Veracruz.
Posiada również obywatelstwo włoskie. Obdarzony przydomkiem „Sema”.

## Kariera klubowa
Swoją karierę piłkarską Velázquez rozpoczął w klubie Deportivo Lara. W sezonie 2007/2008 zadebiutował w jego barwach wenezuelskiej Primera División. W 2008 roku przeszedł do Deportivo Anzoátegui. W tym samym roku zdobył z nim Puchar Wenezueli. W 2010 roku został zawodnikiem Villarrealu, jednak nie przebił się do składu pierwszej drużyny. W latach 2011–2012 przebywał na wypożyczeniu w zespole Mineros, z którym w 2011 roku sięgnął po krajowy puchar. W 2012 roku wywalczył z nim wicemistrzostwo fazy Clausura.
W 2012 roku Velázquez przeszedł do Panathinaikosu, z którym podpisał trzyletni kontrakt. W Panathinaikosie zadebiutował 31 sierpnia 2012 w zremisowanym 1:1 domowym meczu z PAS Janina. W debiucie zdobył gola. W sezonie 2014/2015 ponownie grał w Mineros Guyana, a latem 2015 przeszedł do FC Arouca.
| Sezon   | Klub                 | Kraj       | Rozgrywki        | Mecze | Bramki |
| ------- | -------------------- | ---------- | ---------------- | ----- | ------ |
| 2007/08 | Deportivo Lara       | Wenezuela  | Primera División | 14    | 0      |
| 2007/08 | Deportivo Anzoátegui | Wenezuela  | Primera División | 10    | 1      |
| 2008/09 | Deportivo Anzoátegui | Wenezuela  | Primera División | 16    | 3      |
| 2009/10 | Deportivo Anzoátegui | Wenezuela  | Primera División | 6     | 0      |
| 2009/10 | Villarreal CF B      | Hiszpania  | Segunda División | 0     | 0      |
| 2010/11 | Villarreal CF B      | Hiszpania  | Segunda División | 0     | 0      |
| 2010/11 | Mineros              | Wenezuela  | Primera División | 13    | 0      |
| 2011/12 | Mineros              | Wenezuela  | Primera División | 26    | 2      |
| 2012/13 | Panathinaikos AO     | Grecja     | Superleague      | 9     | 1      |
| 2013/14 | Panathinaikos AO     | Grecja     | Superleague      | 0     | 0      |
| 2013/14 | Mineros              | Wenezuela  | Primera División | 3     | 0      |
| 2014/15 | Mineros              | Wenezuela  | Primera División | 21    | 0      |
| 2015/16 | FC Arouca            | Portugalia | Primeira Liga    |       |        |

## Kariera reprezentacyjna
W swojej karierze Velázquez grał w młodzieżowych reprezentacjach Wenezueli na różnych szczeblach wiekowych. W 2009 roku wystąpił na Młodzieżowych Mistrzostwach Ameryki Południowej, na których Wenezuela zajęła 4. miejsce. W tym samym roku zagrał również na Mistrzostwach Świata U-20 w Egipcie. W dorosłej reprezentacji zadebiutował 28 marca 2009 roku w przegranym 0:4 meczu eliminacji do MŚ 2010 ze Słowacją, rozegranym w Buenos Aires.